# 扎吉德

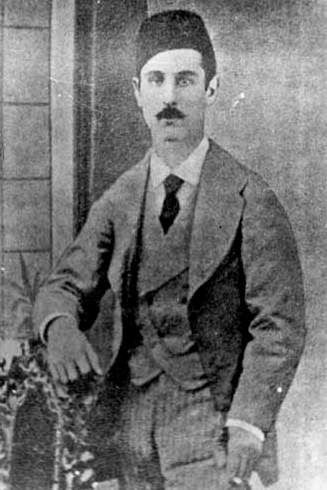
推广新式教育的加斯普林斯基穿着欧洲服装，同时保持穆斯林传统菲斯和胡须

扎吉德（阿拉伯语：‎ jadīdiyya “革新主义”，派生自‎ jadīd “新”，維吾爾語：جەدىد‎ “革新派”，維吾爾語：جەدىدلىك‎ “革新“）是19世纪末在俄国鞑靼人社会兴起的新式教育，后来在中亚等地穆斯林聚居区及中国新疆维吾尔族等少数民族聚居区广泛发展。“扎吉德”运动为穆斯林带来了适合现代社会的教育方式，教学内容重视现代世俗知识，并带有泛突厥主义的民族复兴运动和泛伊斯兰主义的宗教改革运动特点。从“扎吉德”教育改革衍生出文化、社会、宗教、生活方式、政治等方面改革，“扎吉德”成了19世纪末20世纪初俄国穆斯林社会带现代色彩的所有改革的代名词。

## 俄国
1804年起，俄国由国家出资在各省城设四年制中学，招收各阶层学生免费入学。1828年，俄国中央设技术专科学校；1832年设建筑工程专科学校。各省先后设中等农业、技术、商业等学校。1860年《国民教育部女子学校章程》在俄国首次规定设女校，包括修业6年的女子初等学校。1864年《初等国民学校章程》确定由政府、地方自治机关、社会团体、东正教会、私人开办的城乡初等学校都属国民学校，招收各阶层学生入学。1864年《文科中学和中等预备学校章程》、1870年《女子中学章程》促进了教育发展。各类学校在俄国的俄语区大量出现。这些学校采取宗教与教育分离的原则，传播欧洲科学文化知识。
另一方面，在19世纪，包括鞑靼人（属于穆斯林）在内的俄国少数民族受到压迫和歧视，陷于贫穷落后。俄国穆斯林的传统伊斯兰教育过于死板和宗教化，导致俄国穆斯林在教育上落后于欧洲国家及俄罗斯人。俄国政府仅在俄罗斯人聚居区普及教育，而对包括穆斯林在内的少数民族聚居区的教育却不闻不问，俄国穆斯林聚居区连一所国立学校也没有。1861年后，俄罗斯人识字率不断提高，1874年已达24%，而俄国穆斯林的识字率通常不超0.5%。1860年代以前，在突厥—鞑靼民族中，几乎没有受过欧洲式高等教育者。
19世纪，英国、俄国、法国、德国等列强的殖民主义扩张活动进入收尾阶段，至19世纪末，全世界已被列强瓜分殆尽。同时世界开始出现近代民族主义运动，泛日耳曼主义、泛斯拉夫主义、泛斯堪的纳维亚主义等盛行。另外还有影响更深远的泛突厥主义和泛伊斯兰主义。
泛突厥主义是一种民族主义，基础是亚欧大陆广大地区的突厥语化，首先兴起于俄国鞑靼斯坦穆斯林社会，随后在奥斯曼帝国获得极大发展。鞑靼斯坦是指伏尔加河流域鞑靼人的居住地。这里在金帐汗国灭亡后建立了鞑靼诸汗国，其中的克里米亚汗国夹在俄罗斯帝国与奥斯曼帝国之间，曾是奥斯曼帝国的保护国。1783年，克里米亚汗国成了最后一个被俄罗斯帝国兼并的韃靼汗国。
鞑靼人使用突厥语并早就信仰伊斯兰教。在俄国统治下，鞑靼人受到压迫，特别是在克里米亚，当地鞑靼人大批赴土耳其之后，克里米亚几乎已经去鞑靼化。鞑靼人是俄国各突厥语民族中最靠近俄国中心地区的，而且擅长经商。19世纪，富有的鞑靼商人集团出现，在同俄罗斯资本的竞争中，新兴的鞑靼工商阶层兴起了民族主义，用推行伊斯兰教宗教教育改革的“扎吉德主义”（jadīdizm/джадидизм）同保守的“卡迪木主义”（kadimizm/ кадимизм）作斗争。“扎吉德”（jadīd/джадид）一词源自阿拉伯文‎（新的），同阿拉伯文‎（旧的）相对，意思是“新的”，即新式教育。这种教育从语音、学习制度、教学法、课程设置、教材编写等方面对传统的伊斯兰教育进行改革。“扎吉德”成为鞑靼斯坦宗教和教育改革的标志。
欧洲的泛日耳曼主义、泛斯拉夫主义等等通常以民族语言为标志，属于语言民族主义。鞑靼斯坦的泛突厥主义仿效泛斯拉夫主义的策略和做法，以突厥语为标志。“扎吉德”的创始人、俄国的加斯普林斯基主张，重建社会的关键在教育，教育的关键在统一的突厥语。他从“扎吉德”学校开始事业，认为学校驱逐世俗科学违反了伊斯兰教规定。1881年，加斯普林斯基在《俄国的穆斯林》一书中指出数百年来鞑靼人社会发展停滞的问题，认为主要原因是文盲太多，缺乏欧洲式教育。他认为应先扫除文盲，再传播欧洲的文化、科学和思想。他还指出俄国政府从不帮穆斯林发展教育，俄国政府的司法、教育、立法都以消灭或同化少数民族为目的。
加斯普林斯基认为，传统的伊斯兰教育已不能适应鞑靼社会发展的需求。他指出鞑靼传统伊斯兰教育拒绝使用俄语和鞑靼人的母语鞑靼语（属于突厥语），一般无入学年龄限制，且不分年级，学习时间既漫长而学习效果又差，没有任何教学大纲和教学计划。学生没学好阿拉伯语语音就开始跟着教师背诵，最后都要转入学习《古兰经》2至3年，同时学习阿拉伯语和波斯语。每天学生要共同坐在光线很差的室内重复朗诵六、七个小时，无任何户外活动，很不利于身体健康。学校只灌输宗教知识，而并不传授国家法律、自然科学等世俗知识，儿童从约8到13岁的五年在校期间，除能背诵《古兰经》外，基本不能掌握任何实用的世俗知识。加斯普林斯基把旧式教育喻为“奥革阿斯的牛圈”，号召广大师生都来打扫它。
1883年，加斯普林斯基提出“突厥人”要“Единство в словах，мысляхи делах！”（在语言、思想和行动上联合起来！）。他还设计了一套察合台式（Файдалыэглендже）通用突厥文，实为阿拉伯字母书写的鞑靼文，并用这套文字于1883年创办《译文报》。该报成为加斯普林斯基宣传“扎吉德”和同卡迪木主义斗争的工具。宣传“扎吉德”的报刊在此前后纷纷出现。1905年俄国革命后，鞑靼“扎吉德”教育运动获得新发展。到1918年底，鞑靼人共创办63种报纸，34种杂志。其中《译文报》影响最大，发行量从起初320份到全盛时期超过万份，在俄国的鞑靼斯坦、阿塞拜疆、突厥斯坦广泛流传，还流传到土耳其、波斯、埃及、保加利亚、罗马尼亚等国。俄国鞑靼人还把《译文报》带到中国新疆，“扎吉德”和泛突厥主义通过这些鞑靼人及《译文报》传播到新疆。
加斯普林斯基呼吁俄国“突厥人”联合起来，并自称非暴力，但在同卡迪木主义的斗争中多少带有反抗俄国统治的意味。俄国当局不时压制这场运动。加斯普林斯基的学生们乃离开俄国流亡，主要去土耳其，泛突厥主义的重心自此开始移向土耳其。
泛伊斯兰主义是另一场社会运动，既属于宗教政治运动，又属于19世纪亚欧大陆的社会政治运动之一。泛伊斯兰主义内容庞杂，在“穆斯林大团结”的口号之下，与泛阿拉伯主义、泛突厥主义、伊斯兰现代主义、伊斯兰原教旨主义都有联系。泛伊斯兰主义的中心是西亚及中亚。属于民族主义的泛突厥主义与没有民族概念的泛伊斯兰主义本来有根本不同。奥斯曼帝国晚期，泛伊斯兰主义受哈米德二世尊重，曾有点影响力，从而既作为伊斯兰教改革派受到伊斯兰教保守派的强烈抵制，又受到民族主义的讥讽。1870年，泛伊斯兰主义的创始人哲马鲁丁在君士坦丁堡大学发表演讲，将西文nation对译为阿拉伯文milla（millet），号召伊斯兰民族（Islamic nation or milla）团结起来，这是要在传统的米利特基础上仿效民族主义，将全体穆斯林构建成统一的“伊斯兰民族”。
但在俄国鞑靼斯坦，加斯普林斯基的泛突厥主义要与宗教保守势力斗争，乃把重点放在“扎吉德”教育。鞑靼斯坦的泛突厥主义一直未和泛伊斯兰主义交恶，仅偶尔对泛伊斯兰主义有所攻击。泛突厥主义常常披着伊斯兰教的外衣。1914年第32期泛突厥主义报纸《伊犁》（Иль）发表社论称：“伏尔加流域的鞑鞑人、克里米亚的鞑靼人、吉尔吉斯人、高加索人和突厥斯坦人以及逊尼、什叶派都是统一的穆斯林，是手足同胞，具有共同的需要，尽管生活各异，也曾彼此为敌、相互残杀，但仍然是同胞兄弟，希望能够互相理解、和睦相处。”鞑靼斯坦的泛突厥主义和泛伊斯兰主义在“扎吉德”运动中联系起来。
1884年，加斯普林斯基在克里米亚首府巴赫奇萨赖创办第一所“扎吉德”学校。加斯普林斯基在巴赫奇萨赖的学校里开展教学改革，用新发音方法教授阿拉伯字母，用音素法取代音节法，从朗诵转向既重朗诵又重实用读写能力。新教学方式使学生们在数月内便学会了识字，而用传统方式通常需三年或更长时间。
加斯普林斯基概括出“扎吉德”新式教学有别于旧式教育的12个特征：（1）每个教师负责的教学班的学生最好不超30名。在特殊情况下不超40名。超过40名则教师应配助手。（2）学生入学时间固定一年两次（学年开始及年中）.（3）学年中途新生入学，须设新教学班。（4）每个教师限定带3至4个教学班。（5）如是三年制学校，学生应在一年级学字母或部分字母，同时学母语阅读和写作、口算；在二年级学母语和阿拉伯语、写作规则、口语、算术、写字；在三年级用母语和阿拉伯语读文选、学沙里亚、母语规则、算术，掌握用母语朗读、转述文学作品，写作文。（6）8至9岁儿童一定要有课间休息。全天只上五节课，上完三节课后要充分休息，中午礼拜后再上两节课。每节课后需休息10分钟。每周用半天师生一起去“扎米”做礼拜。（7）学校应在周五及国家法定假日和宗教节日放假。（8）每年应有10个月连续教学安排，酷热夏季应放暑假。确有必要则夏季可学习，但应减少课时，每天不超4节课，课间休息应超15分钟。（9）课程应能激发学生学习兴趣。每节课不超45分钟，课程内容要丰富，不同课程要交叉安排。（10）不以任何理由指责学生，杜绝体罚。适当的赞扬和批评是必要的，但在批评时要语重心长。每周应对每名学生提问一次，对回答都要有评价，评价要尽量用富有建设性的语言。（11）周末要肯定学生成绩，也要指出不足，最好具体说明每个学生的学习问题。学生如在下周改正缺点，就必须表扬。教师要在学生的练习本内写实事求是的评语，练习本应让家长看。（12）教室应宽敞明亮，注意光亮、整洁、通风、温暖。学生进入教室应脱外衣，换上便鞋。校园应清洁和有秩序。
加斯普林斯基主张在马德拉萨（传统伊斯兰宗教学校分为“马克塔布”即初级学校、“马德拉萨”即高级学校）里借鉴俄罗斯人的教育经验，加入大量世俗学科如历史、地理、算术、自然科学、教育学、俄语、俄国法律常识等等，并建议请彼得格勒大学东方学系、莫斯科拉扎列夫东方语言研究所的毕业生来马德拉萨当教师，期望由此打破伊斯兰宗教人士垄断穆斯林教育的局面。他还在宗教科目的教学中渗透现代知识或对宗教知识加以现代诠释。
加斯普林斯基还为“扎吉德”学校编写了一套教材《儿童的老师》，其中借鉴了俄国教育家乌申斯基的教学理论。这是鞑靼—突厥民族历史上首批新式教科书。《儿童的老师》教科书第一部分是语音学习，先学阿拉伯字母，再学阿拉伯语语法；第二部分是突厥语学习和阅读；第三、第四部分是阅读材料。加斯普林斯基还编写了《算术》、《地理》（图文并茂）、《鞑靼—突厥语语法》、《写字》等小学教材。
加斯普林斯基提倡的“扎吉德”教育在俄国的穆斯林地区产生了很大影响。俄国各穆斯林地区的教师云集巴赫奇萨赖学习新式教学法并回各地推广，加斯普林斯基也派教师到俄国各穆斯林地区传播新式教学法。新式学校在克里米亚、北高加索、伏尔加—乌拉尔、中亚等地纷纷成立。土耳其及其他穆斯林国家也出现了仿效巴赫奇萨赖的新式学校。到1905年，俄国鞑靼人聚居区较大的学校都接受了“扎吉德”教育方法。1912年喀山地区1088所穆斯林学校中，90％采用了“扎吉德”教育方法。到1916年全俄国的“扎吉德”学校超过5000所。当时鞑靼人的教育十分发达，鞑靼人中每100人就有一所学校，而在俄罗斯人中每1500至3000人才有一所学校。“扎吉德”学校极大提高了鞑靼人的教育水平。1897年时，鞑靼穆斯林的识字率已超过20%。日本学者山内昌之说：“在19-20世纪初期的鞑靼社会中，学校教育的改革是一件生死攸关的事情。”通过这场改革，喀山在“1905年革命后成为俄国穆斯林的政治、文化中心，在伊斯兰世界中扮演着并不亚于伊斯坦布尔、开罗、贝鲁特的角色”。
俄国“扎吉德”学校宣传泛突厥主义、泛伊斯兰主义思想。1912年一份俄国警方呈送内务大臣的报告中谈到了伊什包比学校校长包宾斯基的问题：
不论包宾斯基兄弟或者上述教师都在进行反俄和反政府的宣传。通过进行宗教谈话，散发君士坦丁堡出版的小册子和报章，在民众和学生中散布泛伊斯兰主义思想，该学校学生竟明目张胆地在大街上公开高唱充满违法内容的鞑靼和土耳其歌曲。在歌曲中亵渎神圣的俄国皇帝，颂扬土耳其苏丹。该校悬挂的皇帝肖像被挖去了眼睛和嘴。当一部分守法民众对此逆行妄为多次抗议时，却遭到包宾斯基等人和学生的强辩反驳，甚至声言同抗议民众断绝关系并以动武相威胁。

突厥斯坦自治共和国国旗

1917年俄国十月革命后，中亚出现反苏维埃的“巴斯玛奇运动”（1918年—1923年），其社会基础是中亚的地主巴依，意识形态是“扎吉德主义”，依靠泛突厥主义、泛伊斯兰主义反对苏维埃。青年土耳其党“三雄”之一的恩维尔帕夏自称“突厥斯坦艾米尔”，指挥土耳其军队开到中亚，率巴斯玛奇武装反对苏维埃，并向苏维埃发出通牒：“布哈拉、突厥斯坦、希瓦人民自由独立的决心不可动摇。”1921年，正值苏维埃同巴斯玛奇武装决战时，恩维尔帕夏阵亡。斯大林在俄共（布）第十次代表大会上说：
非俄罗斯民族受过民族压迫，它们的这种地位对当地居民中的共产党员也不无影响，这些共产党员有时不善于把本民族劳动群众的阶级利益同所谓“全民的”利益区别开来。我指的是有时在非俄罗斯共产党员中间可以看到地方民族主义倾向，这种倾向在东方就表现在大伊斯兰主义、大突厥主义。
巴斯玛奇失败，中亚恢复和平后，俄共（布）高层发生“苏丹-加里也夫”案。1923年，斯大林在俄共（布）第十二次代表大会上作《关于苏丹-加里也夫事件》的演讲。据称苏丹-加里也夫曾秘密联系巴斯玛奇。斯大林在演讲中提出“苏丹-加里也夫主义”（Султангалиевизм），他说：“苏丹-加里也夫主义还能发生，它在东方各共和国，特别是在巴什基尔和鞑靼两地得到了自己的若干同道者，这就无可怀疑地说明，在这些共和国内占优势多数的右派分子，不是反对民族主义的有力堡垒。”随着苏丹-加里也夫被逮捕，苏联东部各共和国，首先是巴什基尔共和国和鞑靼共和国，大批少数民族党员被清除出党甚至被杀。1940年代，克里米亚鞑靼人等被怀疑不忠于苏维埃政权的少数民族被集体流放，从而整个消灭了泛突厥主义的源头。苏联的泛突厥主义此后直到苏联解体也没再形成有组织活动。土耳其此后成为泛突厥主义、泛伊斯兰主义活动的中心，且反苏反共色彩浓重。

## 中国新疆
中国清朝的新疆少数民族原本几乎没有独立的教育事业。1884年新疆建省前，军府不理教育等民事，维吾尔族等少数民族的传统教育几乎完全是伊斯兰教清真寺的《古兰经》经文教育，而从内地来的汉民、回民多是农民或小商人，子弟多不读书。新疆建省后，官办教育开始出现，各地设义塾，形成了官办教育和少数民族宗教教育的双重教育体制。官办义塾不仅在汉民、回民聚居区开办，而且在南疆的维吾尔族聚居区开办，教维吾尔族青少年学习汉文。当时规定入学的维吾尔族学生每年到各府州县考试一次，及格者获童生和监生资格，成年后准许当头目；不论是否当头目，经道一级复试及格者，准许更换五品以下顶戴。但直到清朝灭亡，官办教育和清真寺宗教教育的覆盖面仍非常小。
1880年代，随着平定阿古柏之后新疆的经济发展，以及1881年《中俄伊犁条约》签订后俄国商人获得在新疆各城贸易“暂不纳税”和“以货相易”、“以各种货物抵账”等特权，维吾尔族社会同俄国（主要是鞑靼商人）间的贸易规模很快扩大，出现了工商业巴依（bay，富人）即工商业资本家阶层。同时维吾尔族社会开始受到从俄国传来的近代文化的影响。这时在新疆居住的俄国国民有一万余人，其中45％在北疆，其余在南疆。其中有不少是从喀山来的鞑靼商人和知识分子，主要在塔城和伊宁活动，他们的贸易和教育活动集中在伊宁。
在清末新政中，1901年9月4日清廷颁布《兴学诏书》，12月5日颁布学堂科举奖励章程，中国内地各地纷纷兴办学堂，新式教育逐渐发展。新疆迪化（今乌鲁木齐）的书院自1905年起一律改成学堂，新疆各府厅州道县纷纷办学堂。这些学堂属于汉文教育，随内地新式教育发展而起，而维吾尔族等少数民族的新式教育则追随了源自俄国鞑靼斯坦的“扎吉德”教育，新疆从而形成了两套新式教育体系。
在新疆塔城担任伊玛目、哈孜的喀山鞑靼人（在中国的鞑靼人被称为塔塔尔人，以下仍称鞑靼人）库尔班·阿里·哈立德是把加斯普林斯基的《译文报》传到新疆塔城的第一人。哈立德在其著作《东方五史》中写道，他在伊斯兰历1316年舍尔邦月十五日（即公历1899年12月29日）在塔城创办了“扎吉德”学校。他在为1902年6月21日《译文报》所写的报道中称：“维吾尔族学生在短时间内学会识字，并在考试中取得好成绩，当然离不开加斯普林斯基创造并快速推广的‘扎吉德’教学法。”
各种鞑靼语报刊大批流入中国新疆，在新疆扩大了“扎吉德”教育的影响。1905年俄国革命后，到1917年俄国革命前后，鞑靼“扎吉德”派通过《译文报》直接指导中国新疆喀什（即喀什噶尔）的“扎吉德”教育。《译文报》第123-124期发表了《巴赫奇萨赖致喀什噶尔的信》，其中写道：“你们要在喀什噶尔各地努力普及新方式施教的初级学校教育、建立印刷厂创办报刊、掌握汉语、选派学生赴俄国和土耳其留学、设立伊斯兰慈善机构以服务与管理学校工作、办学要争取富商的支持、在喀什噶尔创办一所讲授各种自然学科的高级学校、办学方面多派人学习伊宁的经验、选举民族代表去北京参加国会。”
1885年，伊犁鞑靼人夏尔甫丁·哈比托夫阿吉在拜图拉清真寺旁兴建了“凯什菲亚”学校。该校有4间教室、10间宿舍，是一所寄宿制学校。教学内容和方法仍为旧式，教学内容也仍主要是伊斯兰教知识，但采用了部分来自俄国喀山的铅印教材，即新式教学法的教材。几年后，伊犁鞑靼人不但引进俄国新式教材和工具书，还聘请俄国鞑靼人教师到新疆任教，逐渐引入“扎吉德”教育。
阿图什商人胡赛英·穆萨巴耶夫（Husayin Musabayow，即玉山巴依）、巴吾东·穆萨巴耶夫（Bawudun Musabayow，即巴吾东巴依）兄弟在阿图什创办的依克萨克小学，是南疆较早创办的新式学校之一。此前当地少数民族儿童只能上经文学校或汉文学塾学堂。依克萨克小学聘土耳其籍教师任教，使用土耳其教材，参考君士坦丁堡学校的教学计划开设语言、文学、算术、地理、历史、自然、音乐、体育、阿拉伯语、波斯语、俄语等课程，同时保留经文课。辛亥革命后，新疆督军杨增新提倡经文学校，压制近代新式学校的发展，一些少数民族商人感到办新式教育的必要，乃在伊犁、喀什、吐鲁番等地积极开办新式小学。1915年，杨增新以不容外人染指教育主权，应由本国阿訇讲授经文课为由，下令解散各地新式小学，经民众和绅商交涉，乃在解聘外籍教师、加强汉语课、取消外语课的前提下保留依克萨克小学。1920年代，依克萨克小学曾设师范班，聘土耳其籍教师任教，被杨增新政府得知，乃驱逐土耳其籍教师并解散师范班。
1905年新疆推行教育“新政”后，新疆的“扎吉德”教育迅速发展。一批维吾尔族资本家积极办学并资助本地学生出国留学。上阿图什的胡赛英·穆萨巴耶夫（玉山巴依）设立“慈善协会”，并表示愿意“创办学校和图书馆，资助出国留学的人。”穆萨巴耶夫兄弟先后送7名维吾尔族青年到与穆萨巴耶夫家族有贸易联系的俄国喀山留学。这些人回中国新疆后，又回到依克萨克小学，扩大教育规模，并依照喀山和土耳其君士坦丁堡学校的课程设置，制订了教学内容。据说到1892年，由穆萨巴耶夫兄弟送到俄国、土耳其留学的人已超过50名，穆萨巴耶夫家族承担全部留学费用。到麦加朝觐的阿不都哈迪尔大毛拉经土耳其和埃及回到喀什噶尔后，1912年在喀什城内开办了当地首所新式学校，不但聘请外籍教师，还每年派10到15名学生赴伊斯坦布尔、奥伦堡、乌法等地留学。在此前后，伊犁、吐鲁番、奇台、库车、哈密、阿克苏等地的维吾尔族社会都建起了新式学校。新疆“扎吉德”学校教材大部分是自俄国喀山引进，由俄国鞑靼人编撰。
1910年代末，先在伊犁和塔城，随后在喀什噶尔等维吾尔族聚居区，出现了一批“扎吉德”教育世俗学校。新疆的“扎吉德”教育直接用俄国鞑靼斯坦的具有浓重泛突厥主义、泛伊斯兰主义思想的教材。新疆各“扎吉德”学校也多方聘请俄国鞑靼斯坦籍和土耳其籍的教师。巴吾东·穆萨巴耶夫先后从土耳其请到阿巴拜克里（Ababakil）、艾哈迈德·卡玛尔（Ahemet Kamal）、阿布都·拉赫曼（Abudu Rahim）、穆凯莱（Mukal）等人到校任教。阿巴拜克里1905年回国后，艾哈迈德·卡玛尔成为核心。应巴吾东·穆萨巴耶夫请求，艾哈迈德·卡玛尔1907年在依克萨克办起了维吾尔族社会第一所师范学校。（另一说1914年3月14日土耳其人艾哈迈德·卡玛尔来阿图什任教。在富商巴吾东巴依的资助下，他于1914年4月19日在阿图什创办“艾比布扎德师范学校”，设有三个班，招收阿图什、喀什等地的60名学生，按照“扎吉德”方法教学。除宗教内容外，还开设地理、历史、体育、画画等课程。卡玛尔从土耳其带来印刷设备印制课本。他还编写了《突厥语字母表》，1915年在奥伦堡的“时间”出版社出版。经考试，该师范学校60名学生中的27名学生获小学教师资格证。后来他们在各地小学任教。喀什的阿吉·艾里等人创办小学时，就聘请该师范学校的毕业生任教。“艾比布扎德师范学校”创办一年半后被新疆省政府勒令关闭，因为卡玛尔的教育目的是宣传突厥意识。）
1915年，吐鲁番阿斯塔那人马合苏提·穆依提聘请喀山鞑靼人艾达艾拉尼，出资在家乡创办第一所“扎吉德”学校——“马赫穆迪亚”学校。1917年俄国十月革命后，马合苏提·穆依提再度到俄国经商时，邀请穆依不拉及其夫人古兰旦木·海比布勒列娜、艾力·伊布拉音莫夫、依沙木丁、夏依·谢日夫、哈山·法依米等6位鞑靼知识分子到吐鲁番任教。鄯善县鲁克沁的塔依尔别克在自家大院内建起教室，创办“塔依尔亚”学校，聘鞑靼人教师夏依·谢日夫任教，夏依·谢日夫来到鄯善任教数月后，便遭杨增新政府逮捕并秘密杀害。1913年，和田商人库尔班阿吉·卡伊马克聘请在喀什噶尔任教的土耳其籍教师伊斯马依尔·艾克在和田“阿勒屯鲁克麻扎迈德力斯”开办了一所“扎吉德”学校，该校存在至1915年。
北疆各地新办的“扎吉德”学校都聘请鞑靼人任教。1912年，鞑靼人在迪化的诺盖清真寺旁开办了一所“扎吉德”学校，聘请喀山鞑靼人孜乃吐拉任教。1915年，又租该校旁的三间房办了所女校，聘请鞑靼女士玛丽亚姆任教。1920年代，两校扩建为初级中学。在伊宁，几位俄国鞑靼人和当地穆斯林开办了几所新式学校及阅览室，并创办了突厥语报刊。塔城鞑靼人富商吾买尔阿吉·阿不都林将儿子阿布都热合曼等几位青年送到喀山学习，他们回国后吾买尔阿吉1910年出资在塔城喀什清真寺旁开办了设有三个班的“吾买尔亚”学校。起初该校只招收新疆各族男生，后来也招收了一批女生，成为新疆第一所男女混合学校。
1905年，鞑靼人教育家阿布都拉·波比（又译“阿布都拉·博布”）和妻子海迪且在今伊宁市艾兰木巴格街虹桥旁的两间空房创办了第一所女子新式学校，招收维吾尔、乌孜别克、鞑靼女生。1910年，在鞑靼人倡议下，由伊宁鞑靼民众筹资，扩建原属塔塔尔寺掌管的经文学校，到1914年又经第二次扩建，盖起一幢两层楼，设初级班和中级班，取名“曙光学校”，成为新疆境内鞑靼人创办的第一所具备一定规模的女子中学。1918年“三八”国际劳动妇女节，曙光学校校长阿力甫·哈比托夫组织该校员工和民众近千人在伊宁市游行，鞑靼人姑娘艾斯曼·艾哈塔米亚站在游行队伍中发表演说，号召女性团结起来推翻封建主义压迫，争取在政治、经济、婚姻、社会权利方面同男性享有同等权利，很快这次游行被政府镇压。
赛福鼎·艾则孜在回忆录《生命长诗》中写道：“虽然杨增新极力使新疆变得愚昧落后，但新疆大地还是沐浴到了时代的浪潮，塔塔尔人创办的新式教育是最先吹入这烦闷铁笼里的阵阵清风。……新疆的新式教育运动是一场具有历史意义的伟大斗争，在当时的条件下，它在反封建、反宗教迷信、反独裁统治方面是进步的。”
新疆的“扎吉德”学校和俄国的“扎吉德”学校同样积极宣传泛突厥主义和泛伊斯兰主义。日本学者大石真一郎指出，应穆萨巴耶夫家族之邀来喀什噶尔办师范学校的艾哈迈德·卡玛尔在校教育学生说，奥斯曼帝国苏丹是他们的领袖，并教学生唱土耳其进行曲。当时正处在第一次世界大战时期，艾哈迈德·卡玛尔希望通过教育唤醒当地维吾尔族人的“突厥人”意识，让他们支持奥斯曼帝国。包尔汉也回忆道，曾在土耳其留学的伊犁人麦斯武德也在新式学校里教育学生说：“我们的祖先是土耳其人。”泛突厥主义和泛伊斯兰主义通过“扎吉德”教育的普及而大举传入新疆，在培养出维吾尔族第一代现代知识精英的同时，也培养出了第一批“东突”人士。